# Uniwersytet Trenczyński Alexandra Dubčeka
Uniwersytet Trenczyński Alexandra Dubčeka (słow. Trenčianska univerzita Alexandra Dubčeka v Trenčíne) – słowacka publiczna uczelnia w Trenczynie, utworzona 15 maja 1997 r. Nazwana została imieniem słowackiego polityka Alexandra Dubčeka.
Posiada następujące wydziały:
- Wydział Mechatroniki (Fakulta mechatroniky)
- Wydział Technologii Przemysłowych (Fakulta priemyselných technológií)
- Wydział Stosunków Społeczno-Ekonomicznych (Fakulta sociálno-ekonomických vzťahov)
- Wydział Nauk o Zdrowiu (Fakulta zdravotníctva)
- Wydział Techniki Specjalnej (Fakulta špeciálnej techniky)
- Instytut Nauk Przyrodniczych i Humanistycznych (Ústav prírodných a humanitných vied)